# شهرستان همپتون (کارولینای جنوبی)
شهرستان همپتون، کارولینای جنوبی (به انگلیسی: Hampton County, South Carolina) یک شهرستان در آمریکا در ایالات متحده آمریکا است که در کارولینای جنوبی واقع شده‌است.

## خصوصیات
شهرستان همپتون ۱٬۴۵۸٫۱۷ کیلومترمربع مساحت دارد.